# Dexter dühödt démonai
A Dexter dühödt démonai Jeff Lindsay 2004-es regényének magyar fordítása. Az eredeti könyv szolgált alapul a Showtime Dexter című tévésorozatának.

## A sorozat eddig megjelent kötetei
| # | Eredeti kiadás | Eredeti kiadás         | Magyar kiadás | Magyar kiadás           | Magyar kiadás      |
| # | Év             | Cím                    | Év            | Cím                     | ISBN               |
| - | -------------- | ---------------------- | ------------- | ----------------------- | ------------------ |
| 1 | 2004           | Darkly Dreaming Dexter | 2008          | Dexter dühödt démonai   | ISBN 9786155049842 |
| 2 | 2005           | Dearly Devoted Dexter  | 2008          | Drága, dolgos Dexter    | ISBN 9789637118951 |
| 3 | 2007           | Dexter in the Dark     | 2008          | Dermedt, dacos Dexter   | ISBN 9789639868205 |
| 4 | 2009           | Dexter by Design       | 2009          | Dexter darabokban       | ISBN 9789639868373 |
| 5 | 2010           | Dexter is Delicious    | 2011          | Dexter dicsfényben      | ISBN 9786155049415 |
| 6 | 2011           | Double Dexter          | 2012          | Dupla Dexter            | ISBN 9786155049927 |
| 7 | 2013           | Dexter's Final Cut     | 2013          | Dexter és a végső vágás | ISBN 9786155272370 |

## Rövid összefoglaló
|  | Alább a cselekmény részletei következnek! |

A regény főhőse, Dexter Morgan, egy fiatalember, aki a Miami rendőrség vérképelemző szakértőjeként dolgozik, szabadidejében viszont sorozatgyilkos, egy kis szeszéllyel: csak olyan embereket – általában gyilkosokat – öl, akik szerinte megmenekültek az igazságszolgáltatás elől.
Dextert egy titokzatos belső hang – ő a „Sötét Utasként” emlegeti – készteti, aki amint Dexter illően elvégzi dolgát, jóllakottan csöndben marad mindaddig, míg a gyilkos sürgetés újra nem jelentkezik.
Dextert kisgyermekként egy konténerbe zárták bátyjával és halott anyjával, ahol két napig ücsörgött egy hatalmas tócsányi vérben. A nagy traumát átélve szociopatává, empátiára és bűnbánatra képtelenné vált. Dexter mostohaapja, Harry Morgan, látta Dexter igazi énjét és tudta, hogy egy nap szüksége lesz a gyilkolásra, hogy kielégítse erőszakos késztetéseit. Harry megtanította Dextert kontrollálni ezeket a vágyakat és hogy csak olyanokat öljön, akik „megérdemlik” a halált. Harry azt is megmutatta, hogyan vegyüljön el az őt körülvevő világban elrejtve igazi énjét az átlagos felszín alatt.
Dexter kettős életét évekig észszerűen jól irányítja, de egy újabb sorozatgyilkos felbukkanása felkészületlenül éri. A Miami prostituáltjait terrorizáló gyilkos művészi és játékkal teli stílusa teljesen lenyűgözi. Mialatt a „Miami Slasher” keresztül tombol a városon, Dexter furcsa üzeneteket kap tőle, de a borzasztó bűntettek sorozatát figyelemre méltónak, magával ragadónak találja. Eközben nővére, Deborah a gyilkosságokban látja a menekülési utat az erkölcsrendészetről a gyilkosságiakhoz, s Dexter segítségét kéri ambíciói megvalósításában. Dexter tépelődik, hogy segítsen nővérének elkapni a gyilkost vagy inkább engedjen a vágyának: dőljön hátra és csodálja gyilkos társa munkájának művészetét és szakértelmét.
|  | Itt a vége a cselekmény részletezésének! |

## Elbeszélő stílus
A Dexter dühödt démonai nevezetes egyes szám első személyű elbeszélői stílusáról, mellyel a sorozatgyilkos meséli el történetét. Dexter időnként félállati, máskor viszont kissé emberfölötti. Szörnyeteg mivoltából adódóan érzelemmentes, mindamellett szelídebbik fele megkérdőjelezi ezeket a követelményeket. Szokatlanul intelligens és erős, ami hihetőbbé teszi képességét más sorozatgyilkosok fellelésére és elkapására. Narrátorként Dexter megpróbálja humoros megközelítésben tálalni az eseményeket, még akkor is, mikor a történet hátborzongatóvá válik.

## Magyarul
- Dexter dühödt démonai; ford. Farkas Veronika; Agave Könyvek, Bp., 2007

## Televíziós sorozat
Amerikában az első évad 2006. december 17-én indult, a második évad premierje 2007. december 16-án volt. A harmadik évad 2008. szeptember 28-án indult, a negyedik 2009. szeptember 27-én és december 13-án ért véget.